# Kelston toll road

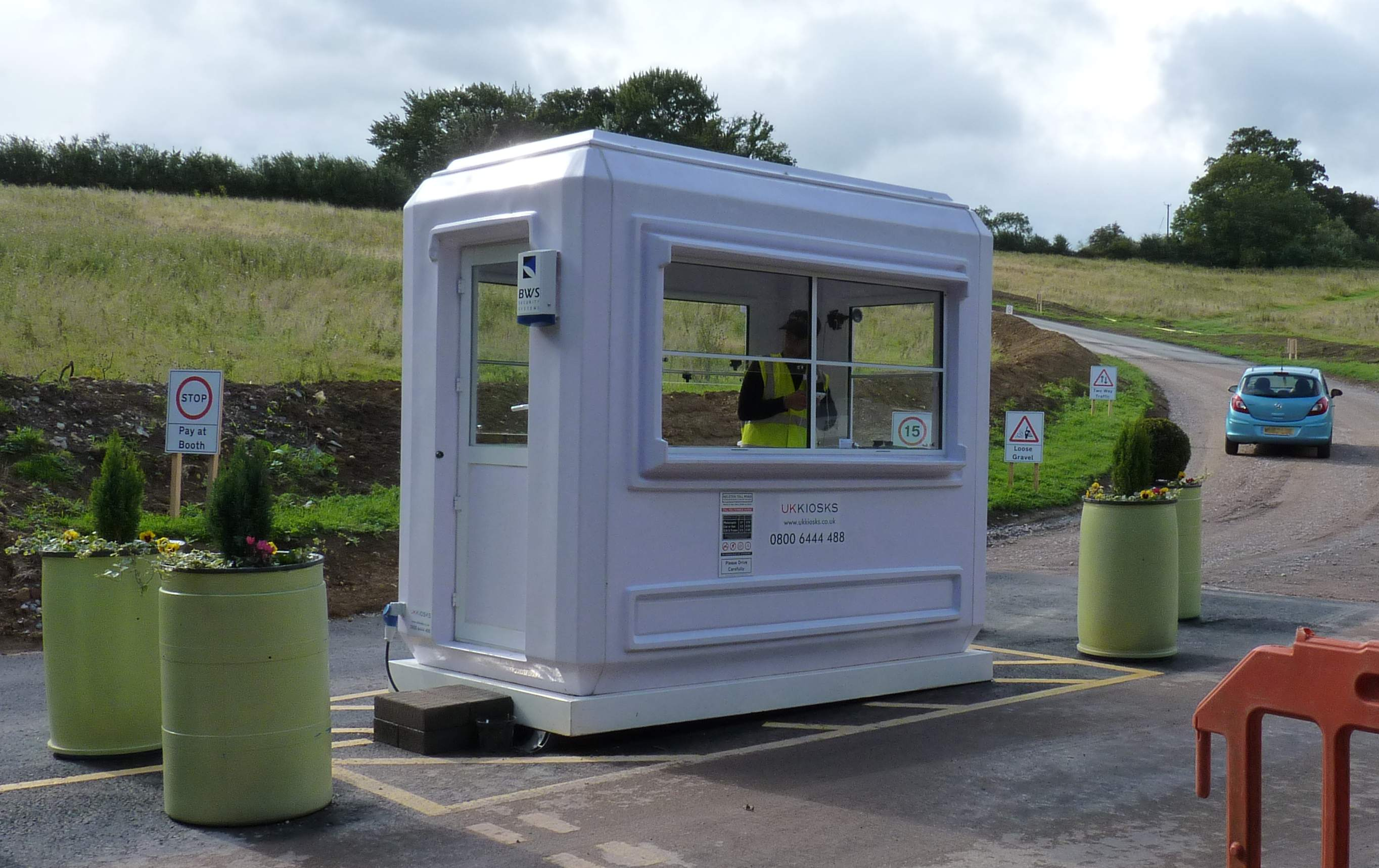
Mautstelle der Kelston toll road.

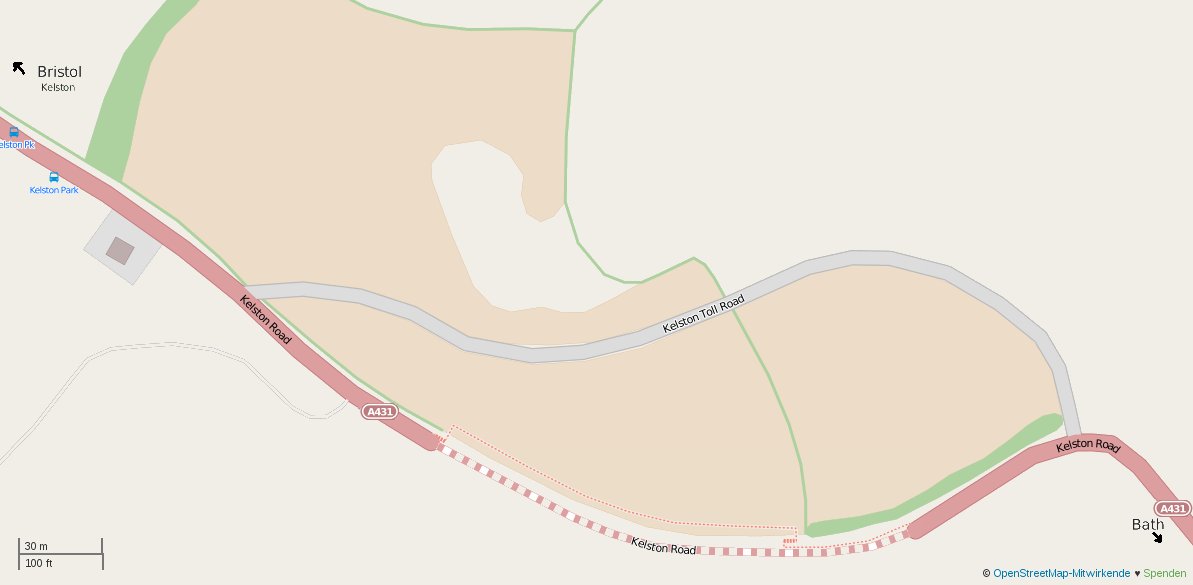
Die Kelston Toll Road im November 2014 in OpenStreetMap

Die Kelston toll road war eine temporäre, 365 Meter lange, in privater Initiative und ohne Genehmigung errichtete Mautstraße zwischen Bath und Kelston, 9,5 Meilen südöstlich von Bristol in Bath and North East Somerset, Großbritannien. Sie verlief nördlich zur A431, der Kelston Road, die aufgrund eines Erdrutsches am 17. Februar 2014 gesperrt wurde. Da die Sperrung bis Ende 2014 andauern würde, wurde am 1. August 2014 die Straße für die Maut von 2 GBP und Fahrzeuge bis maximal 3,5 t Gesamtgewicht freigegeben. Erbaut wurde sie unter Leitung des 62-jährigen Unternehmers Mike Watts nach einer Idee seiner Frau. Die Mautstelle hatte keinen Schlagbaum. Ohne die Mautstraße würde der Umweg für Fahrzeuge bis zu 16 Kilometer betragen. Bis Anfang Oktober wurde die Straße von insgesamt 100.000 Fahrzeugen befahren. Die Baukosten lagen bei 150.000 GBP. Weitere 150.000 GBP kosteten Mautstelle, Instandhaltung und Betrieb.
Das westliche Straßenende lag bei 51° 23′ 46″ N, 2° 25′ 19″ W, das östliche Straßenende bei 51° 23′ 45″ N, 2° 25′ 3″ W.
Im September beantragte Watts eine nachträgliche Baugenehmigung beim Landrat (Bath and North East Somerset Council). Über diese wurde am 3. Oktober entschieden, der Beschluss am Monatsende veröffentlicht. Die Bewilligung wurde abgelehnt. Berichten zufolge würde Watts Verluste einfahren, da die A431 früher als erwartet wieder eröffnet wurde, nachdem zusätzliche 660.000 GBP investiert werden mussten, um einem weiteren Abrutsch zuvorzukommen. Der Landrat erhob gegen Watts eine Steuerforderung über 3,000 GBP.
Mit der Wiedereröffnung der A431 am 17. November 2014 wurde die Kelston toll road geschlossen. Watts meinte, seine Unternehmung habe nach grober Schätzung ungefähr 10.000 bis 15.000 GBP verloren. Die Kelston toll road wurde in den folgenden sechs Monaten zurückgebaut, so dass nichts mehr an sie erinnert.
Berichten zufolge habe Watts Straße möglicherweise Schäden an Bodendenkmälern mittelalterlicher Ackerterrassen verursacht. Im Zuge des Rückbaus sollten archäologische Untersuchungen stattfinden, um die Art und Ursache möglicher Schäden festzustellen.